# 全国イーコマース協議会
全国イーコマース協議会（ぜんこくいーこまーすきょうぎかい。英訳名:Japan e-commerce conference（略称:EC協議会））は、日本国内のイーコマース（EC）事業社会員によって、ECを通した社会貢献を考え、 活動して行くNPO法人。

## 概要
2002年12月に楽天市場に出店する有志により発足し、その後規模の拡大にあわせ特定非営利活動法人（NPO法人）化することになった。
ネットショップ同士の横のつながりにより成り立っており、運営の方針を決めるのは会員であるネットショップやEC事業者の総意に基づいている。
参加会員の利益を求めることはせず、EC事業によって蓄積された、知識や資本を社会に還元して行くために、 各会員のボランティアによって、運営がおこなわれている。

## 所在地等
- 本部所在地 - 〒101-0025 東京都千代田区神田佐久間町3-37